# Prandtl-Zahl
Die Prandtl-Zahl ({\displaystyle {\mathit {Pr}}}) ist eine nach Ludwig Prandtl benannte Kennzahl mit der Einheit Eins von Fluiden, das heißt von Gasen oder Flüssigkeiten. Sie ist definiert als Verhältnis zwischen kinematischer Viskosität und Temperaturleitfähigkeit:
{\displaystyle {\mathit {Pr}}={\frac {\nu }{a}}={\frac {\nu \,\rho \,c_{\mathrm {p} }}{\lambda }}={\frac {\eta \,c_{\mathrm {p} }}{\lambda }}}
- {\displaystyle \eta } – dynamische Viskosität des Fluids in kg·m−1·s−1
- {\displaystyle \nu } – kinematische Viskosität in m2·s−1
- {\displaystyle \lambda } – Wärmeleitfähigkeit in W·m−1·K−1
- {\displaystyle a} – Temperaturleitfähigkeit in m2·s−1
- {\displaystyle c_{\mathrm {p} }} – spezifische Wärmekapazität in J·kg−1·K−1 bei konstantem Druck.

Die Prandtl-Zahl stellt die Verknüpfung des Geschwindigkeitfeldes mit dem Temperaturfeld eines Fluids dar. Während die kinematische Viskosität {\displaystyle \nu } den Impulstransport infolge von Reibung repräsentiert, steht der Temperaturleitkoeffizient {\displaystyle a} für den (ggf. instationären) Wärmetransport infolge von Leitung. Da der Impulstransport durch das Geschwindigkeitsfeld, der Wärmetransport durch das Temperaturfeld bestimmt ist, verbindet die Prandtl-Zahl die beiden für den Wärmeübergang maßgebenden Felder. Die Prandtl-Zahl ist somit ein Maß für das Verhältnis der Dicken von Strömungsgrenzschicht zu Temperaturgrenzschicht.
Die Prandtl-Zahl ist eine reine, im Allgemeinen temperatur- und druckabhängige Stoffgröße (Materialparameter) des Fluids: {\displaystyle {\mathit {Pr}}={\mathit {Pr}}(T,p)}.
Das Analogon der Prandtl-Zahl in der Stoffübertragung ist die Schmidt-Zahl {\displaystyle {\mathit {Sc}}}. Das Verhältnis aus Schmidt- und Prandtl-Zahl ist die Lewis-Zahl.
Für ein Modellgas aus einheitlichen, harten Kugeln mit anziehender Dipolwechselwirkung (Hartkugelgas) ergibt sich unabhängig von der Temperatur der Wert {\displaystyle Pr={\tfrac {2}{3}}} (siehe kinetische Gastheorie). Dies steht für einatomige Gase Helium, Neon, Argon, Krypton und Xenon in sehr guter Übereinstimmung mit den experimentellen Werten.
Für Gase und Dämpfe gilt für Drücke von 0,1 bis 10 bar näherungsweise:
{\displaystyle {\mathit {Pr}}={\frac {4\kappa }{9\kappa -5}}}
wobei {\displaystyle \kappa } der Isentropenexponent ist.

## Prandtl-Zahlen wichtiger Wärmeträgermedien
| Material    | Prandtlzahl                                           |
| ----------- | ----------------------------------------------------- |
| Luft        | 00,7179 (0 °C, 1 bar abs) 00,7194 (500 °C, 1 bar abs) |
| Wasserdampf | 00,973 (100 °C) 00,869 (500 °C)                       |

| Material      | Prandtlzahl                                                                                      |
| ------------- | ------------------------------------------------------------------------------------------------ |
| Wasser        | 13,44 (0 °C) 11,16 (5 °C) 06,99 (20 °C) 04,34 (40 °C) 03,00 (60 °C) 02,20 (80 °C) 01,75 (100 °C) |
| Natrium Anm.1 | 00000,0114 (100 °C) 00000,00535 (350 °C)                                                         |
| Quecksilber   | 00000,0232                                                                                       |
| Benzol        | 00007,488                                                                                        |
| Ethanol       | 00018,84                                                                                         |
| Ethylenglycol | 00184,6                                                                                          |
| Glycerin      | 11340                                                                                            |

Allgemein gilt:

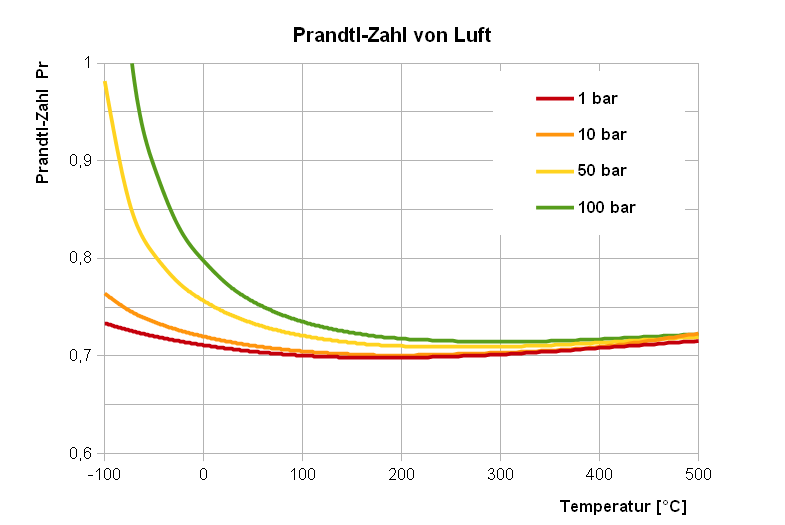
Prandtl-Zahl von Luft in Abhängigkeit von Temperatur und Druck

- Die Prandtl-Zahlen von Flüssigkeiten nehmen mit steigender Temperatur ab.
- Flüssige Metalle haben sehr kleine Prandtl-Zahlen.

## Gebrauchsformeln für Luft und Wasser
Für Luft mit einem Druck von 1 bar können die Prandtl-Zahlen im Temperaturbereich zwischen −100 °C und +500 °C mit nachfolgend angegebener Formel berechnet werden. Die Temperatur ist dabei in der Einheit Grad Celsius einzusetzen. Die Abweichungen betragen maximal 0,1 % zu den Literaturwerten.
{\displaystyle Pr_{\text{Luft}}={\frac {10^{9}}{1{,}1\cdot \vartheta ^{3}-1200\cdot \vartheta ^{2}+322000\cdot \vartheta +1{,}393\cdot 10^{9}}}}
Die Prandtl-Zahlen für Wasser (1 bar) lassen sich im Temperaturbereich zwischen 0 °C und 90 °C mit nachfolgend angegebener Formel ermitteln. Die Temperatur ist dabei in der Einheit Grad Celsius einzusetzen. Die Abweichungen betragen maximal 1 % zu den Literaturwerten.
{\displaystyle Pr_{\text{Wasser}}={\frac {50000}{\vartheta ^{2}+155\cdot \vartheta +3700}}}

## Prandtl-Zahl in turbulenten Strömungen
Bei turbulenten Strömungen zeigt sich durch die starken Verwirbelungen verursacht eine erhöhte Diffusivität:
{\displaystyle \nu _{\text{total}}={\nu }+{\nu _{\mathrm {t} }}}
{\displaystyle a_{\text{total}}={a}+{a_{\mathrm {t} }}}
Damit kann auch eine turbulente Prandtl-Zahl definiert werden:
{\displaystyle {\mathit {Pr_{\mathrm {t} }}}={\frac {\nu _{\mathrm {t} }}{a_{\mathrm {t} }}}}
Die turbulente Prandtl-Zahl ist nützlich zur Berechnung von turbulenten Grenzschichtströmungen mit Wärmeübertragung. Im simplen Modell der Reynolds-Analogie ist {\displaystyle {Pr_{\mathrm {t} }}=1}. Experimentelle Daten für Luftströmungen führen zu einem genaueren Wert von 0,7–0,9.